# شالم
شالم (عبری: שלם) یکی از خدایان کنعان باستان بود. نام او در کتیبه‌های اوگاریتی یافت شده در سوریه دیده می‌شود. به گفته ویلیام آلبرایت، شالم خدای غروب و برادرش شحر، خدای سحر بوده‌است. هر دوی اینان پسر ال هستند. لغتنامه خدایان و شیاطین کتاب مقدس شالم را ستاره غروب و شحر را ستاره صبح می‌داند. نام شالم از ریشه سامی ش ل م است و در اسامی چون اورشلیم و سلیمان (شلومو) باقی مانده‌است.